# ロドニー・スナイデル
ロドニー・スナイデル（Rodney Sneijder, 1991年3月31日 - ）は、オランダ・ユトレヒト出身のサッカー選手。現在は無所属。ポジションはMF。また、名は「ロドネイ」、姓は「スネイデル」、「スナイダー」とも表記される。

## 経歴
ユトレヒトで祖父、父もプロ選手であったというサッカー一家に生まれた。兄（ジェフレイ）、（ヴェスレイ）と共にサッカー選手を志し、1999年にアマチュアクラブのVV DOSからアヤックス・アカデミーに入団。
2011年、期限付き移籍したFCユトレヒトでプロデビューし、一年目ながら23試合に出場し3得点を記録した。2012年、RKCヴァールヴァイクに移籍した。2014-15シーズンからアルメレ・シティFCへ移籍。2015年7月25日、2年契約でダンディー・ユナイテッドFCへ加入した。同年8月25日、両者合意により契約は解除された。
2016年8月8日、古巣ユトレヒトのセカンドチームに加入。しかし翌年2月14日にクラブとの合意に基づき退団することが発表された。

## 代表歴
オランダ代表として各年代でプレーし、2010年にUEFA U-19欧州選手権に出場した。